# كمبيو بوكس
كمبيو بوكس (بالإنجليزية: CompuBox)‏ هو اسم نظام تسجيل اللكمات المحوسب الذي يديره اثنان من المشغلين. يتم استخدام كمبيو بوكس في نزالات الملاكمة حول العالم.